# La Course autour du monde
La Course autour du monde est un jeu télévisé créé par Jacques Antoine, réalisé et diffusé de 1976 à 1984 par les télévisions francophones publiques Antenne 2 (France), Télévision de Radio-Canada (Canada), RTL Télé-Luxembourg devenu RTL Télévision (Luxembourg) et la TSR (Suisse).
L'émission est présentée d'abord par Jean Gorini puis par Jean-Pierre Cuny et Yves Courrière.
Elle révèle notamment Bruno Cusa, Didier Régnier, Philippe de Dieuleveult, Dominique de Rivaz, Pierre Naftule, Frédéric Laffont, Arnaud Bédat, Roger Motte, etc.
En 1984, elle aura une suite sous une autre formule, Le Grand Raid. Le Grand Raid Le Cap-Terre de Feu était une course autour du monde en voiture où des équipes de cinéastes amateurs représentant les télévisions francophones devaient relier le cap de Bonne-Espérance (Afrique du Sud) à la Terre de Feu (Chili), tout en réalisant chaque semaine des films personnels notés par un jury.
De 1988 à 1999, Radio Canada a repris la formule avec La Course des Amériques, Amérique-Afrique, Europe-Asie, et La Course destination monde mais seulement pour les participants du Canada dont la majorité venait du Québec. 

## Principe du jeu
Huit jeunes reporters (deux par chaîne de télévision) de nationalités différentes (France, Belgique-Luxembourg, Suisse, Canada) parcourent le monde en six mois caméra au poing et sont libres de choisir leur itinéraire. Chaque semaine, chaque candidat devait livrer un reportage qui était diffusé durant l'émission et qui était noté par un jury.
Le règlement, tout d'abord assez laxiste, se fait plus précis au fil des années, à la suite des abus de certains candidats qui pensaient avoir trouvé le paradis dans un coin du globe et décidaient d'y prolonger leur séjour. À partir des années 1980, les candidats doivent obligatoirement : traverser tous les méridiens (donc un véritable tour du monde), réaliser au moins un sujet sur chaque continent et ne pas rester plus de deux semaines dans le même pays.
Roger Bourgeon était le directeur de La Course autour du monde. Sa fille Nouche (Noelle Bourgeon) assurait le suivi quotidien des candidats, depuis les locaux situés sur les Champs-Élysées.

## Moyens
- Matériel : une caméra de cinéma amateur super 8 (Beaulieu 6008 PRO pour la plupart des candidats), une autre petite caméra de rechange, un micro, un enregistreur à cassettes, une torche électrique, un pied, un stock de cassettes S8 vierges (muettes et sonores). Matériel en grande partie à charge du candidat.
- Un billet d'avion circulaire émis par air France selon les desiderata de chaque candidat, pour une valeur de 60 000 francs français de l'époque.
- Les cassettes super 8 étaient envoyées par avion chaque semaine à Paris (généralement confiées à un équipage Air France).
- Le montage s'effectuait à Paris selon les instructions des participants.
- Escales bancaires : le pécule des candidats était envoyé bi-mensuellement dans une banque locale où les candidats pouvaient retirer leur argent en chèques de voyage, en dollars ou en devises locales.

## Diffusion
La diffusion à Radio-Canada débute le 16 septembre 1978,.

## Lauréats
- 1976/1977 : Bruno Cusa, Gérard Delorme, Philippe Dutertre, Thierry Le Boité, Dominique Martigne, Jean-Hugues Noël, Corinne Perthuis, Véronique Rufz, Christophe Valentin, tous français, (Antenne 2) pour les 2 premières éditions.
- 1977/1978 : Didier Régnier et Jérôme Bony, ex-aequo, Philippe de Dieuleveult 3e, Daniel Méric, Jean-Luc Cheron, Bertrand Olivetti, Dominique Charton. (Antenne 2)
- 1978/1979 : Gérard Crittin (SSR), Mireille Rault (Antenne 2), Jean-Marie Lequertier (Antenne 2) Dominique de Rivaz (SSR), Marie-Christine Ferir (RTL), Claude Charest (Radio-Canada), Michèle Renaud (Radio-Canada), Carlo Franck (RTL)
- 1979/1980 : Stanislas Popovic (SSR), Pierre Naftule (SSR), Benoît Jacques (RTL), Louis Daniel Brousseau (Radio-Canada), Brigitte Degaire (RTL), Bernard Roch (Antenne 2), Jean-Yves Kervevan (Antenne 2), Paul Dauphinais (Radio-Canada)
- 1980/1981 : Paul-Henri Arni (SSR), Jean-Marc Probst (SSR), Hubert Bermudes (Antenne 2), Jean-Luc Weyl (Antenne 2), Brigitte de Troyer (RTL), Jean-Louis Boudou (Radio-Canada), André Hendrik (RTL), Jean Lavallée (Radio-Canada)
- 1981/1982 : Thierry Dana 1er (SSR), Roger Motte 2e (Antenne 2), Laetitia Crahay 3e (RTL), Jacques Briod (SSR), Pierre Maitre (Antenne 2), Bernard Crutzen (RTL), Jacques Robert (SRC), François Dauteuil (SRC)
- 1982/1983 : Alain Brunard (RTL Télévision), Mario Bonenfant (Radio Canada), Marc de Hollogne (RTL), Raphaël Guillet (SSR), Jean-François Cuisine (Antenne 2), Anne-Christine Leroux (Antenne 2), Georges Amar (Radio Canada), Yves Godel (SSR)
- 1983/1984 : Frédéric Laffont (Antenne 2), François Hubert (RTL Télévision), François Lehrian (SSR), Claude Abel (Radio-Canada), Arnaud Bédat (SSR), Yvan Corriveau (Radio-Canada), Manuela de Font-Reaulx (Antenne 2), Denis Magerman (RTL Télévision)